# ليرة (عملة)
الليرة (بالإنجليزية: Lira) هو اسم العديد من وحدات العملة، وهي العملة الحالية لتركيا وكذلك الاسم المحلي لعملات لبنان وسورية، وهي أيضًا اسم العملات السابقة لـ إيطاليا ومالطا وإسرائيل، ينشأ المصطلح من قيمة الجنيه الروماني ((باللاتينية: libra)‏، حوالي 329 غم، 10.58 أونصة تروي) من الفضة عالية النقاء، كانت وحدات القياس الرومانية القديمة أساس النظام النقدي للإمبراطورية الرومانية، عندما استأنفت أوروبا النظام النقدي خلال الإمبراطورية الكارولنجية، تم تبني النظام الروماني، وتم استخدام الطوائف الرومانية (أصبحت تُعرف في إنجلترا باسم جنيه وشلن وبنس (sd£).
تم الاحتفاظ بهذا النظام بشكل خاص خلال العصور الوسطى والعصر الحديث في إنجلترا وفرنسا وإيطاليا، في كل من هذه البلدان، تُرجمت إلى اللغة المحلية: الباوند في إنجلترا، والليفر في فرنسا، والليرة في إيطاليا، وكانت ليرة البندقية واحدة من العملات المستخدمة في إيطاليا، وبسبب القوة الاقتصادية لجمهورية البندقية، كانت عملة شائعة في تجارة شرق البحر الأبيض المتوسط. وفي خلال القرن التاسع عشر اعتمدت مصر والإمبراطورية العثمانية الليرة كعملة وطنية لكل منهما، أي ما يعادل 100 قرش، وعندما انهارت الإمبراطورية العثمانية في السنوات 1918-1922 احتفظت العديد من الدول بالليرة كعملة وطنية، وفي بعض البلدان التي تنتمي إلى كل من الإمبراطورية العثمانية والإمبراطورية البريطانية تم استخدام الكلمتين الليرة والجنيه بالتبادل مثل قبرص.

## علامة الليرة

علامة الليرة التركية

الصورة توضح علامة الليرة التركية، اما بالنسبة لليرة اللبنانية تستخدم علامة L£، أو باللاتينية (L.L.) أو بالعربية (ل.ل.)، والليرة السورية تستخدمة (S£)، أو باللاتينية (L.S.)، أو بالعربية (ل.س.).
لم يكن لليرة الإيطالية علامة رسمية، لكن الاختصارات L. و Lit. والرموز ₤ (شريطان)، £ (شريط واحد) كانت جميعها شائعة الاستخدام.
استخدمت الليرة المالطية (M£) قبل عام 1986 و (Lm) بعد ذلك (كلاهما كبادئات)، على الرغم من استمرار استخدام (M£) بصفات غير رسمية.

## الاستخدامات الحالية

### تركيا
تم تقديم الليرة التركية عام 1844 في عهد الدولة العثمانية، الليرة التركية هي الآن عملة تركيا وقبرص الشمالية، وتستخدم على نطاق واسع ايضاً في شمال سوريا بسبب تدني قيمة العملة المحلية.

### لبنان وسوريا
الليرة اللبنانية والليرة السورية كلاهما يسمى «ليرة» (Lira)

## العملات السابقة
كانت بعض العملات لها اسم الليرة ولكن تم استبدالها أو اندماجها بعملات أخرى، وهذه العملات هي:
- الليرة القبرصية / الجنيه 1879-2007؛ اندمجت في اليورو عام 2008.
- ليفر الفرنسية / جنيه الفرنسي 781 - 1794؛ أصبح الفرنك الفرنسي.
- ليرة إسرائيلية / جنيه إسرائيلي 1948-1980؛ حل محله الشيكل القديم عام 1980.
- ليرة إيطالية 1861-2002 ؛ إندمج في اليورو عام 1999 (الأوراق النقدية والعملات المعدنية من 2002)
- ليرة إيطالية من شرق إفريقيا 1938-1941؛ حل محله شلن شرق أفريقيا.
- ليرة صوماليلاند الإيطالية 1925-1926؛ حلت محلها الليرة الإيطالية شرق إفريقيا.
- ليرة لوكان حتى 1800 و 1826-1847؛ اندمجت في الليرة الإيطالية.
- ليرة مالطية 1825-2007؛ اندمجت في اليورو عام 2008.
- ليرة نابولي 1812-1813 ؛ اندمجت في الليرة الإيطالية.
- الليرة العثمانية 1844-1923؛ أصبحت الليرة التركية.
- الليرة البابوية 1866-1870؛ أصبحت ليرة الفاتيكان للمساواة مع الليرة الإيطالية.
- بارمان ليرة قبل 1802 و 1815-1859؛ اندمجت في الليرة الإيطالية.
- الليرة السامرينزية من ستينيات القرن التاسع عشر إلى عام 2002؛ اندمجت في اليورو.
- ليرة سردينيا 1816-1861؛ اندمجت في الليرة الإيطالية
- ليرة الطرابلسية 1943-1951؛ تم استبداله بالجنيه الليبي.
- ليرة توسكانا حتى 1807 و 1814-1826؛ اندمجت في الليرة الإيطالية.
- ليرة الفاتيكان 1929-2002؛ اندمجت في اليورو.
- ليرة البندقية 1472-1807؛ اندمجت في الليرة الإيطالية.

## معرض صور
| 100 ليرة إيطالية (1979) | 100 ليرة إيطالية (1979)                                                                         |
| --- | ----------------------------------------------------------------------------------------------- |
| |                                                                                                 |
| العكس: عجل يرضع بقرة، القيمة الاسمية والتاريخ، مكتوب في الأسفل منظمة الأغذية والزراعة (FAO) وفي الأعلى كلمة تعتي "إطعام العالم" (Nutrire il Mondo). | الوجه: شابة ذات جديلة متجهة إلى اليسار جمهورية إيطاليا (Repubblica Italiana) مكتوبة بالإيطالية. |
| سك العملة المعدنية من إيطاليا في السبعينيات للاحتفال بمنظمة الأغذية والزراعة والترويج لها.                                                          |                                                                                                 |

| 1 ليرة تركية (2009)                                                   | 1 ليرة تركية (2009) |
| --------------------------------------------------------------------- | ------------------- |
|                                                                       |                     |
| الوجه: مصطفى كمال أتاتورك بحروف "TÜRKİYE CUMHURİYETİ" (جمهورية تركيا) |                     |

| 1 ليرة ايطالية (1863)          | 1 ليرة ايطالية (1863)         |
| ------------------------------ | ----------------------------- |
|                                |                               |
| العكس: شعار النبالة سافوي هاوس | الوجه: فيكتور إيمانويل الثاني |

| 10 ليرة تركية (1986)                                                                           | 10 ليرة تركية (1986)                                                  |
| ---------------------------------------------------------------------------------------------- | --------------------------------------------------------------------- |
|                                                                                                |                                                                       |
| العكس: القيمة الاسمية والسنة داخل إكليل الزهور والهلال والنجم في الأعلى. الهلال يفتح بشكل صحيح | الوجه: مصطفى كمال أتاتورك بحروف "TÜRKİYE CUMHURİYETİ" (جمهورية تركيا) |